# Metro w Nowosybirsku
Metro w Nowosybirsku (ros. Новосибирский метрополитен) – system kolei podziemnej w Nowosybirsku. Jest to jedyne metro położone na terenie Syberii i leżące najdalej na wschód metro w Rosji. Rocznie przewozi ok. 70 milionów pasażerów, co stawia je na trzecim miejscu w kraju (po Moskwie i Petersburgu).

## Historia

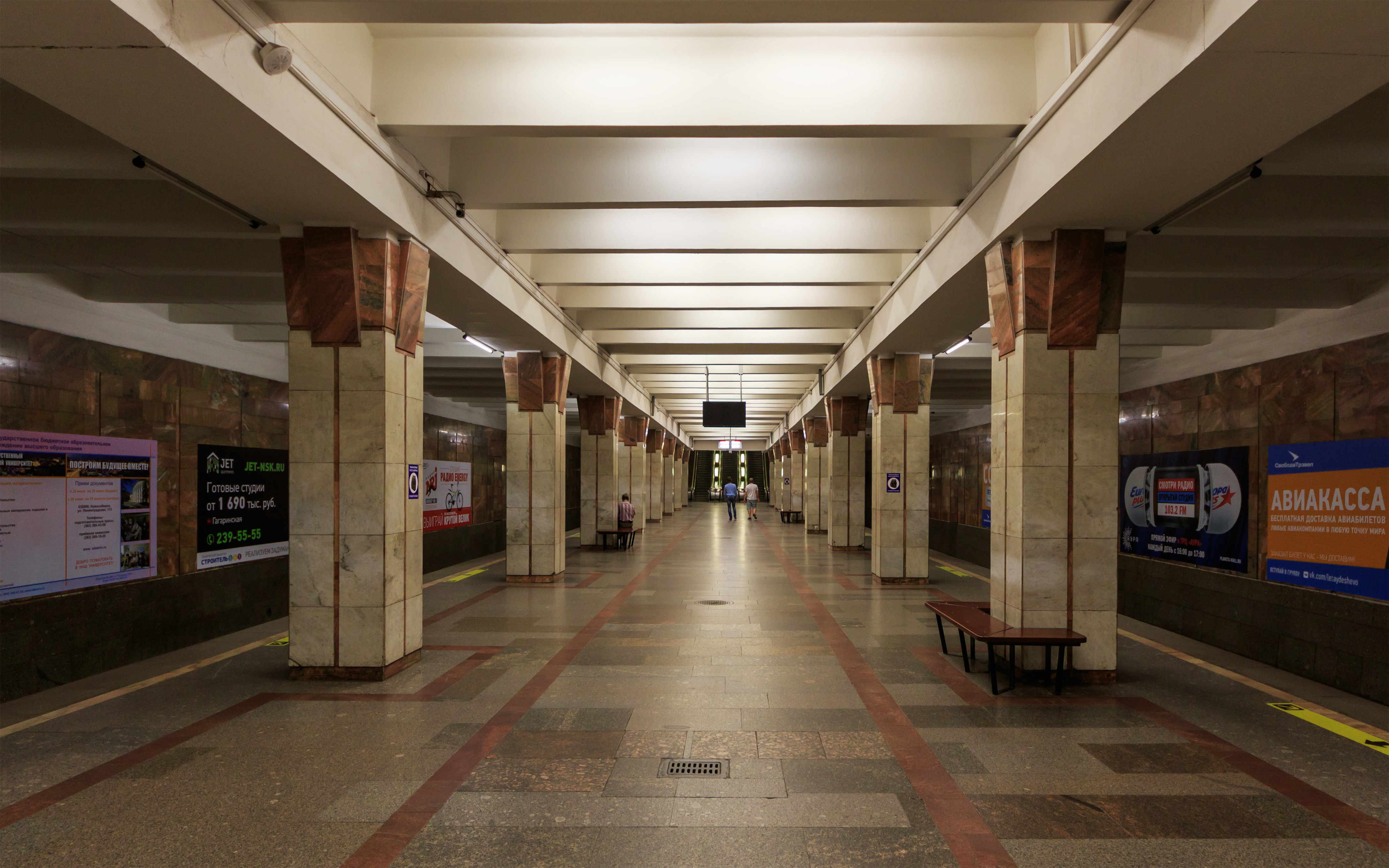
Stacja Oktiabrskaja na linii Leninskaja

Nowosybirsk jest trzecim pod względem wielkości miastem Federacji Rosyjskiej, z populacją liczącą prawie półtora miliona ludzi. Miasto założone zostało na drodze głównych tras transportowych wiodących w głąb Syberii. Dogodne położenie przyczyniło się do szybkiej ekspansji demograficznej miasta. Pierwsze plany przewidujące budowę metra nakreślone zostały w późnych latach sześćdziesiątych, prace konstrukcyjne rozpoczęły się jednak dopiero około 10 lat później (12 maja 1979 roku). Po prawie siedmiu latach i sześciu miesiącach budowy, 28 grudnia 1985 roku nastąpił techniczny odbiór i zgoda na rozpoczęcie działalności, a 7 stycznia 1986 r. triumfalnie otwarto pierwszy odcinek Metra Nowosybirskiego, będącego jedenastym systemem tego typu w Związku Radzieckim i czwartym w Federacji Rosyjskiej. Początkowo metro składało się z jednej linii, która obsługiwała 5 stacji. 31 grudnia 1987 roku otwarto drugą linię, która liczyła wówczas zaledwie 2 stacje. Sukces przyczynił się do rozszerzenia projektu, planowano zbudować docelowo 4 linie o łącznej długości 62 kilometrów. W 1996 roku z w trakcie trwania kampanii prezydenckiej z nowosybirskiego metra korzystał Borys Jelcyn, który podobno nie był z niego do końca zadowolony. Problemy gospodarcze wczesnych lat dziewięćdziesiątych nie pozwoliły na kontynuowanie ambitnych projektów, a budowa kolejnych stacji (oraz plany rozbudowy metra o kolejne linie) zostały wznowione dopiero na początku XXI wieku.

## Linie

### Linie istniejące
| Numer   | Nazwa                             | Otwarcie | Ostatnio otwarta stacja | Rejony miasta                                                  | Długość | Liczba stacji |
| ------- | --------------------------------- | -------- | ----------------------- | -------------------------------------------------------------- | ------- | ------------- |
| 1       | Linia Leninskaja (Ленинская)      | 1986     | 1992                    | zajelcowski, centralny, oktiabrskij, leniński                  | 10,5 km | 8             |
| 2       | Linia Dzierżyńskaja (Дзержинская) | 1987     | 2010                    | dzierżyński, żeleznodorożnyj, centralny, oktiabrskij, leniński | 5,4 km  | 5             |
| Ogólnie | Ogólnie                           | Ogólnie  | Ogólnie                 | Ogólnie                                                        | 15,9 km | 13            |

### Linie planowane
| Numer   | Nazwa                               | Rejony miasta                                      | Długość | Liczba stacji |
| ------- | ----------------------------------- | -------------------------------------------------- | ------- | ------------- |
| 3       | Linia Kirowskaja (Кировская)        | kirowski, leniński                                 | 13,6 km | 8             |
| 4       | Linia Pierwomajskaja (Первомайская) | pierwomajski, dzierżyński, centralny, oktiabrskij  | 21,1 km | 12            |
| 5       | Linia Oktiabrskaja (Октябрьская)    | oktiabrskij, zajelcowski, dzierżyński, kaliniński, | 21,2 km | 10            |
| Ogólnie | Ogólnie                             | Ogólnie                                            | 55,9 km | 30            |

## Pozostałe informacje

### Architektura, most metra i plany rozwoju

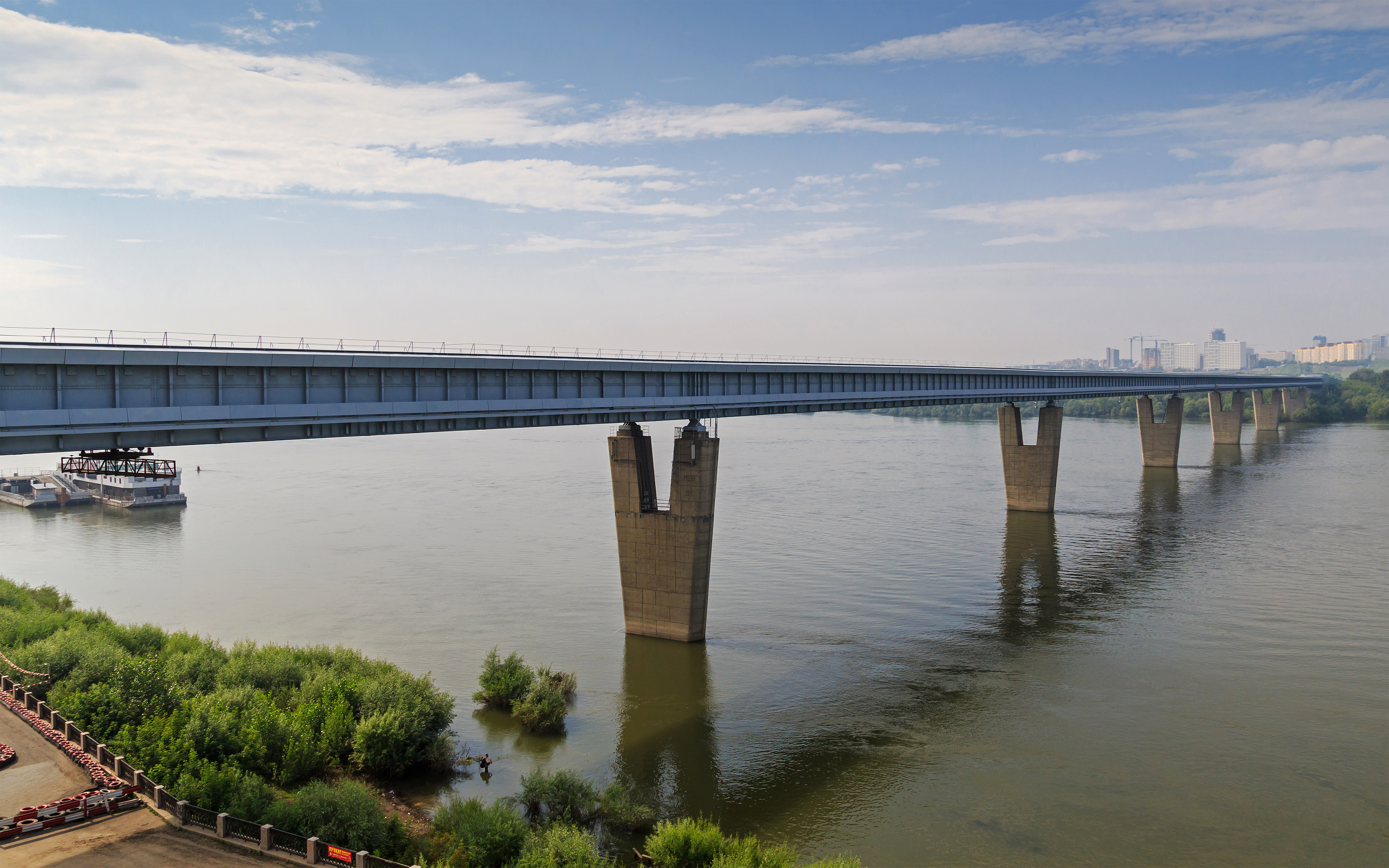
Most dla metra, przerzucony nad rzeką Ob

Architektura stacji utrzymana jest w stylu późnego socrealizmu. Jedna stacja znajduje się na powierzchni ziemi, w pobliżu dwukilometrowego mostu przerzuconego nad rzeką Ob. Most ten uchodzi za najdłuższy zakryty most metra na świecie, liczy 2145 metrów. Rozważano poprowadzenie linii metra w tunelu pod rzeką, lecz ekspertyzy wykazały, że budowa mostu przez Ob będzie tańsza. Budowa trwała w latach 1980-1985, a regularny ruch pasażerski rozpoczął się na początku 1986 roku wraz z otwarciem całego systemu nowosybirskiego metra. Most ten szybko stał się jednym z symboli miasta. Następuje powolna rozbudowa metra. Docelowo cały system ma składać się z 5 linii o łącznej długości 91,4 km. Metro nowosybirskie korzysta z wagonów Serii 81, a jego tabor liczy 92 jednostki. W długofalowych planach rozwoju przewiduje się budowę kolejnych trzech linii metra: Kirowskiej (13,6 km długości i 8 stacji), Pierwomajskiej (21,1 km długości i 12 stacji) oraz Oktiabrskiej (21,2 km długości i 10 stacji).

### Inne
Dokładnie 26 lutego 2011 roku nowosybirskie metro przewiozło swojego dwumiliardowego pasażera. Pasażer miliardowy został przewieziony w 1999 roku, a pasażer numer trzy miliardy jest spodziewany przez zarząd metra około 2019 lub 2020 roku.